# Dylan Batubinsika
Dylan Batubinsika (Cergy-Pontoise, 15 april 1996) is een Frans voetballer die bij voorkeur als centrale verdediger speelt. Hij speelde bij Antwerp FC van 2017 tot 2021, waarna hij vertrok naar het Portugese FC Famalicão.

## Clubcarrière
Batubinsika is afkomstig uit de jeugdopleiding van Paris Saint-Germain. In juli 2017 trok hij naar Antwerp FC, waar hij een tweejarig contract tekende met optie op een extra jaar. Op 28 juli 2017 debuteerde de centrale verdediger in de Jupiler Pro League tegen RSC Anderlecht. Hij speelde de volledige wedstrijd. Hij zou er vier seizoenen blijven om vervolgens in de zomer van 2021 naar het Portugese Famalicão te vertrekken waar hij een contract kreeg tot medio 2025.

## Clubstatistieken
| Seizoen                          | Club         | Land     | Competitie         | Competitie | Competitie | Beker | Beker | Internationaal | Internationaal | Totaal | Totaal |
| Seizoen                          | Club         | Land     | Competitie         | Wed.       | Dlp.       | Wed.  | Dlp.  | Wed.           | Dlp.           | Wed.   | Dlp.   |
| -------------------------------- | ------------ | -------- | ------------------ | ---------- | ---------- | ----- | ----- | -------------- | -------------- | ------ | ------ |
| 2017/18                          | Antwerp FC   | België   | Jupiler Pro League | 32         | 0          | 1     | 0     | —              | —              | 33     | 0      |
| 2018/19                          | Antwerp FC   | België   | Jupiler Pro League | 11         | 0          | 1     | 0     | —              | —              | 12     | 0      |
| 2019/20                          | Antwerp FC   | België   | Jupiler Pro League | 4          | 0          | 0     | 0     | 4              | 1              | 8      | 1      |
| 2020/21                          | Antwerp FC   | België   | Jupiler Pro League | 26         | 3          | 2     | 0     | 3              | 0              | 31     | 3      |
| 2021/22                          | FC Famalicão | Portugal | Primeira Liga      | 3          | 0          | 1     | 0     | —              | —              | 4      | 0      |
| Totaal                           | Totaal       | Totaal   | Totaal             | 76         | 3          | 5     | 0     | 7              | 1              | 88     | 4      |
| Bijgewerkt t/m 20 augustus 2021. |              |          |                    |            |            |       |       |                |                |        |        |

## Interlandcarrière
Batubinsika kwam reeds uit voor diverse Franse nationale jeugdelftallen. In 2015 debuteerde hij in Frankrijk –20.

## Erelijst
| Competitie       | Aantal     | Jaren      |
| Antwerp FC       | Antwerp FC | Antwerp FC |
| ---------------- | ---------- | ---------- |
| Beker van België | 1×         | 2019/20    |